# Arsina silenalis
Arsina silenalis är en fjärilsart som beskrevs av Achille Guenée 1862. Arsina silenalis ingår i släktet Arsina och familjen nattflyn. Inga underarter finns listade i Catalogue of Life.